# 王加文
王加文（曾化名王伟），男，1960年代出生，重庆市大足区人，因参与跨省拐卖儿童犯罪被依法惩处。

## 家庭关系
1984年于云南大理结识余华英并结婚，两人育有一女王梅花（化名，1987年1月出生）‌。

## 犯罪活动
1990年因盗窃罪被判刑，服刑期间从监狱脱逃，1992年再次因盗窃被捕，户籍被依法注销‌。1993年起，王加文与余华英及其情夫龚显良形成犯罪团伙，以熟人身份接近受害者家庭，包括1995年通过邻里关系拐卖女童杨妞花。长期在云南、贵州、重庆等地拐骗儿童，通过中间人将17名儿童贩卖至河北邯郸地区‌。

## 司法审判
2023年7月被云南警方抓获，2024年7月移送丽江市古城区人民检察院审查起诉‌，2024年10月25日，丽江市古城区人民法院一审判处有期徒刑16年6个月，并处罚金5000元；王加文当庭表示放弃上诉权利‌。

## 社会影响
其妻余华英因主导拐卖活动于2025年2月被执行死刑，案件引发社会对跨省拐卖犯罪链条的关注‌。